# Thomas von Heesen
Thomas von Heesen (né le 1er octobre 1961 à Höxter en Rhénanie-du-Nord-Westphalie), est un footballeur allemand, désormais reconverti entraîneur.
Il entraîne actuellement l'Apollon Limassol, club de première division chypriote. 
Il a notamment évolué en tant que joueur sous les couleurs du Hambourg SV, remportant la Ligue des champions en 1983 face à la Juventus (finale remportée 1-0 à Athènes).
Il a joué 378 matchs en Bundesliga (100 buts d'inscrits), et 27 matchs en Bundesliga 2 (7 buts d'inscrits).

## Carrière

### Joueur
- 1980-1994 :  Hambourg SV (Bundesliga)
- 1995-1997 :  Arminia Bielefeld (Bundesliga 2)

### Entraîneur
- 1997-1999 :  Arminia Bielefeld (Bundesliga puis Bundesliga 2)
- Juillet à décembre 1999 :  Directeur sportif de Hanovre 96 (Bundesliga 2)
- Décembre 2000 à 2003 :  Sarrebruck (Bundesliga 2 puis Regionalliga)
- 2005-2007 :  Arminia Bielefeld (Bundesliga)
- Février à août 2008 :  FC Nuremberg (Bundesliga puis Bundesliga 2)
- Septembre 2008 :  Apollon Limassol (Marfin Laiki)
- Septembre 2015 :  Lechia Gdansk

## Palmarès

### Joueur
- Vainqueur de la Ligue des champions en 1983 avec Hambourg
- Finaliste de la Coupe UEFA en 1982 avec Hambourg
- Champion d'Allemagne en 1982 et 1983 avec Hambourg
- Vainqueur de la Coupe d'Allemagne en 1987 avec Hambourg
- Finaliste de la Supercoupe d'Allemagne en 1987 avec Hambourg